# بولنت أرطغرل
بولنت أرطغرل (بالتركية: Bülent Ertuğrul)‏ هو لاعب كرة قدم تركي في مركز الوسط، ولد في 17 سبتمبر 1978 في دنيزلي في تركيا. لعب مع إسكيشهرسبور ودنيزلي سبور ومانيساسبور ومعمورة العزيز سبور وهاتاي سبور.

## وصلات خارجية
- بولنت أرطغرل على موقع اتحاد تركيا (لاعب) (الإنجليزية)
- بولنت أرطغرل على موقع قاعدة بيانات كرة القدم.إي يو (الإنجليزية)
- بولنت أرطغرل على موقع عالم كرة القدم.نت (الإنجليزية)